# Adresářová služba
Adresářová služba je v softwarovém inženýrství aplikace shromažďující a poskytující informace o pojmenovaných objektech, ke kterým bývá intenzivně přistupováno, ale mění se jen zřídka. Informace jsou uloženy ve formě atributů hierarchicky pojmenovaných záznamů (DIT, viz níže), které jsou pro lepší integraci systémů standardizovány. Adresářová služba je často ústřední bezpečnostní komponenta a udržuje odpovídající záznamy pro řízení přístupu (jakým způsobem může někdo zacházet s nějakým objektem).
V adresářové službě mohou být udržovány informace například o uživatelích (telefon, e-mail, pracovní zařazení), tiskárnách či počítačích, ke kterým přistupují ostatní systémy skrze síť.
Za předchůdce lze považovat protokol DAP (Directory Access Protocol) používaný v X.500 a vytvořený v 70. letech 20. stol. v souvislosti s ISO/OSI modelem.

## Adresářový strom
Pro adresářový strom informací se také používá zkratka DIT podle anglického termínu Directory Information Tree. Jsou to data v hierarchické stromové struktuře sestávající z rozlišovacích jmen (Distinguished Names, DNs) položek adresářové služby. X.500 i LDAP používají DIT pro svou základní strukturu dat právě stromy s adresářovými informacemi.
Typická implementace LDAP pro jednu organizaci má informační strom adresářů, který se skládá ze dvou částí:
- rozlišovací název (DN = Distinguished Name), struktura názvu nejvyšší úrovně pro název samotné organizace a
- relativní rozlišovací jméno (RDN = Relative Distinguished Name), reprezentace struktury datového modelu uvnitř organizace.

Například položka pro organizaci s názvem domény "example.cz" by měla rozlišovací název "dc = example, dc = cz" a všechny položky ve stromu informací o adresáři této organizace by obsahovaly tuto příponu rozlišujícího názvu.
V současné době se pro RDN využívají spíše ploché struktury, které nejsou náchylné na změnu organizačního uspořádání a podobně. Takže zaměstnanec s osobním číslem 12345 by mohl být označen třeba takto: "uid=12345,ou=People, dc=example, dc=cz".

## Srovnání s databázemi
Adresářové služby neposkytují pokročilé databázové techniky, jako jsou transakce nebo udržování integrity. Datový model adresářů není normalizován, např. položka „pracovní telefon“ může obsahovat dvě tel. čísla nebo pro zvýšení výkonu mohou být vybraná data uložena duplicitně.

## Soudobé adresářové služby
- DNS – specializovaná jmenná služba pro překlad jmen domén a číselných IP adres, spíše předchůdce dnešních adresářových služeb
- LDAP (Lightweight Directory Access Protocol) a jeho implementace OpenLDAP
- Active Directory – služba ve Windows, od verze Windows 2000 Server
- XNS eXtensible Name Service – pro webové služby
- UDDI (Universal Description, Discovery, and Integration) – pro webové služby
- NDS/eDirectory - služba v Novell sitich, drive NDS (Netware Directory System )